# Wahlkreis Rinteln
Der Wahlkreis Rinteln (Wahlkreis Grafschaft Schaumburg, Wahlkreis Kassel 1) war der erste Wahlkreis im Regierungsbezirk Kassel für die Wahl des Preußischen Abgeordnetenhauses.

## Beschreibung
Nach der Annexion Kurhessens wurde das Preußische Abgeordnetenhaus 1867 um Vertreter der neu erworbenen Gebiete erweitert. Der so entstandene Wahlkreis Rinteln umfasste den Kreis Rinteln. Im Wahlkreis wurde ein Abgeordneter gewählt. Wahlort war Rinteln. Im Jahr 1905 wurde der Kreis Rinteln in Kreis Grafschaft Schaumburg umbenannt und der Name des Wahlkreises änderte sich entsprechend.
Berufszugehörigkeit der Männer:
| Jahr | Landwirtschaft | Industrie und Gewerbe | Dienstleistungen und Verwaltung | Zahl Urwähler |
| ---- | -------------- | --------------------- | ------------------------------- | ------------- |
| 1882 | 42,1 %         | 43,8 %                | 6,4 %                           | 11.109        |
| 1907 | 29,3 %         | 49,4 %                | 9,1 %                           | 14.373        |

Konfessionsstruktur
| Jahr | evangelisch | katholisch | Bevölkerungszahl |
| ---- | ----------- | ---------- | ---------------- |
| 1880 | 97,5 %      | 1,6 %      | 39.554           |
| 1905 | 97,6 %      | 1,7 %      | 47.189           |

Der Wahlkreis war durch den schwachen Gegensatz zwischen Nationalliberalen und Konservativen geprägt, in dem sich auch lokalistische Rivalitäten niederschlugen. Bis 1893 im sicheren Besitz der Nationalliberalen und meistens von den Brüdern Oetker vertreten, ging das Mandat 1898 an den einstimmig, auch mit Unterstützung der Nationalliberalen, gewählten Landrat Hans von Ditfurth, der es 1909 an seinen Bruder Wilhelm weitergab, bis dieser 1915 auf dem Schlachtfeld fiel und Hans von Ditfurth das Mandat erneut übernahm. Die Liberalen beschränkten sich nach der Jahrhundertwende auf zwei Zählkandidaturen, 1903 auf einen auch vom Freisinn unterstützten Nationalliberalen und 1913 auf einen von diesen unterstützten Linksliberalen.

## Abgeordnete
| Legislaturperiode | Abgeordneter         | Partei      | Bild |
| ----------------- | -------------------- | ----------- | ---- |
| 1867–1871         | Gleim                | NLP         |      |
| 1871–1873         | Friedrich Oetker     | NLP         |      |
| 1873–1876         | Ludwig Kempf         | NLP         |      |
| 1876–1881         | Friedrich Oetker     | NLP         |      |
| 1881–1893         | Carl Oetker          | NLP         |      |
| 1893–1898         | Hermann Paasche      | NLP         |      |
| 1898–1915         | Wilhelm von Ditfurth | Konservativ |      |
| 1915–1917         | Hans von Ditfurth    | Konservativ |      |
| 1917–1918         | Heinrich Treviranus  | Konservativ |      |

## Wahlen

### Wahl 1867
Die erste allgemeine Wahl nach der Annexion Kurhessens für die 10. Legislaturperiode fand am 30. Oktober statt, die Wahl der Abgeordneten durch die Wahlmänner am 17. November 1867. 129 Wahlmänner wurden gewählt, von denen 129 stimmberechtigt waren. Bei der Abgeordnetenwahl waren 125 Wahlmänner (96,9 %) anwesend. 125 Wahlmänner (100,0 %) wählten Friedrich Oetker (NLP).
Oetker lehnte die Wahl ab, da er bereits in einem anderen Wahlkreis gewählt worden war und es kam zu einer Ersatzwahl am 22. November 1867.  Bei der Abgeordnetenwahl waren 115 Wahlmänner (99,1 %) anwesend. 85 Wahlmänner (73,9 %) wählten Gleim (NLP), 15 Wahlmänner (13,0 %) wählten den geheimen Regierungsrat Jaques von Specht (NLP) und 14 Wahlmänner (12,2 %) wählten Landrat Carl Kröger.

### Wahl 1870
Die allgemeine Wahl für die 11. Legislaturperiode fand am 9. November statt, die Wahl der Abgeordneten durch die Wahlmänner am 16. November 1870. 129 Wahlmänner wurden gewählt, von denen 129 stimmberechtigt waren. Bei der Abgeordnetenwahl waren 120 Wahlmänner (93,0 %) anwesend. 117 Wahlmänner (97,5 %) wählten den Kreisgerichtsdirektor Gleim (Rintelen) (NLP), 3 Stimmen (2,5 %) entfielen auf den Domänenpächter aus Rodenberg Brandt.

### Ersatzwahl 1871
Gleim schied im Mai 1871 aus und es kam zu einer Ersatzwahl am 25. Juli 1871. Bei der Abgeordnetenwahl waren 111 Wahlmänner (86,0 %) anwesend. 95 Wahlmänner (85,6 %) wählten Carl Oetker (NLP), 16 Stimmen (14,4 %) entfielen auf den Geheimen Regierungsrat aus Fulda von Specht (K).

### Wahl 1873
Die allgemeine Wahl für die 12. Legislaturperiode fand am 28. Oktober statt, die Wahl der Abgeordneten durch die Wahlmänner am 4. November 1873. 128 Wahlmänner wurden gewählt, von denen 125 stimmberechtigt waren. Bei der Abgeordnetenwahl waren 117 Wahlmänner (93,6 %) anwesend. 67 Wahlmänner (57,3 %) wählten Ludwig Kempf (NLP), 50 Stimmen (42,7 %) entfielen auf den Konduktor Jacobi aus Rinteln.

### Wahl 1876
Die allgemeine Wahl für die 13. Legislaturperiode fand am 20. Oktober statt, die Wahl der Abgeordneten durch die Wahlmänner am 27. Oktober 1876. 133 Wahlmänner wurden gewählt, von denen 128 stimmberechtigt waren. Bei der Abgeordnetenwahl waren 128 Wahlmänner (100,0 %) anwesend. 93 Wahlmänner (72,7,0 %) wählten Friedrich Oetker (NLP), 23 Stimmen (18,0 %) entfielen auf Landrat Karl Kröger (R), 10 Stimmen auf den unabhängigen Kandidaten Dr. Glackemeyer, Lehrer aus Hannover und 2 Stimmen waren Enthaltungen.

### Wahl 1879
Die allgemeine Wahl für die 14. Legislaturperiode fand am 30. September statt, die Wahl der Abgeordneten durch die Wahlmänner am 17. Oktober 1879. 134 Wahlmänner wurden gewählt, von denen 134 stimmberechtigt waren. Bei der Abgeordnetenwahl waren 129 Wahlmänner (96,3 %) anwesend. 89 Wahlmänner (69,0 %) wählten Friedrich Oetker (NLP), 40 Stimmen (31,0 %) entfielen auf den Landrat Karl Kröger (R).

### Ersatzwahl 1881
Friedrich Oetker  starb am 17. Februar 1881 und es kam zu einer Ersatzwahl am 13. Mai 1881. Bei der Abgeordnetenwahl waren 125 Wahlmänner (92,6 %) anwesend. 84 Wahlmänner (67,2 %) wählten Carl Oetker (NLP), 41 Stimmen (32,8 %) entfielen auf den Rechtsanwalt aus Hannover, Dr. jur. Freudenstein  (R).

### Wahl 1882
Die allgemeine Wahl für die 15. Legislaturperiode fand am 19. Oktober statt, die Wahl der Abgeordneten durch die Wahlmänner am 26. Oktober 1882. 141 Wahlmänner wurden gewählt, von denen 136 stimmberechtigt waren. Bei der Abgeordnetenwahl waren 136 Wahlmänner (100,0 %) anwesend. 91 Wahlmänner (66,9 %) wählten Karl Oetker (NLP), 54 Stimmen (33,1 %) entfielen auf Carl Friedrich August Dohme (K).

### Wahl 1885
Die allgemeine Wahl für die 16. Legislaturperiode fand am 29. Oktober statt, die Wahl der Abgeordneten durch die Wahlmänner am 5. November 1885. 141 Wahlmänner wurden gewählt, von denen 140 stimmberechtigt waren. Bei der Abgeordnetenwahl waren 140 Wahlmänner (100,0 %) anwesend. 86 Wahlmänner (61,4 %) wählten Karl Oetker (NLP), 54 Stimmen (38,6 %) entfielen auf Carl Friedrich August Dohme (K).

### Wahl 1888
Die allgemeine Wahl für die 17. Legislaturperiode fand am 30. Oktober statt, die Wahl der Abgeordneten durch die Wahlmänner am 16. November 1888. 143 Wahlmänner wurden gewählt, von denen 140stimmberechtigt waren. Bei der Abgeordnetenwahl waren 139 Wahlmänner (99,3 %) anwesend. 92 Wahlmänner (66,2 %) wählten Carl Oetker (NLP), 47 Stimmen (33,8 %) entfielen auf den Gutsbesitzer und Bürgermeister von Kleinenwieden, Carl Friedrich August Dohme (K).

### Wahl 1893
Die allgemeine Wahl für die 18. Legislaturperiode fand am 31. Oktober statt. Die Wahlbeteiligung lag in der Urwahl über alle Klassen bei 16,6 %. In der I. Klasse betrug die Wahlbeteiligung 49,0 %, in der II. Klasse 31,5 % und in der III. Klasse 13,0 %.
Die Wahl der Abgeordneten durch die Wahlmänner erfolgte am 17. November 1893. 146 Wahlmänner wurden gewählt, von denen 145 stimmberechtigt waren. Bei der Abgeordnetenwahl waren 145 Wahlmänner (100,0 %) anwesend. 90 Wahlmänner (62,1 %) wählten Hermann Paasche (NLP), 46 Stimmen (31,7 %) entfielen auf den Antisemiten Dr. Haberlein und 9 Stimmen (6,2 %) auf Apotheker Dr. Georg Burkhardt aus Barmen (K).

### Wahl 1889
Die allgemeine Wahl für die 19. Legislaturperiode fand am 27. Oktober statt. Die Wahlbeteiligung lag in der Urwahl über alle Klassen bei 7,0 %. In der I. Klasse betrug die Wahlbeteiligung 35,6 %, in der II. Klasse 16,3 % und in der III. Klasse 4,3 %.
Die Wahl der Abgeordneten durch die Wahlmänner erfolgte am 13. November 1898. 154 Wahlmänner wurden gewählt, von denen 153 stimmberechtigt waren. Bei der Abgeordnetenwahl waren 144 Wahlmänner (94,1 %) anwesend. 144 Wahlmänner (100,0 %) wählten Wilhelm von Ditfurt (K).

### Wahl 1903
Die allgemeine Wahl für die 20. Legislaturperiode fand am 12. November statt. Die Wahlbeteiligung lag in der Urwahl über alle Klassen bei 20,2 %. In der I. Klasse betrug die Wahlbeteiligung 56,7 %, in der II. Klasse 34,5 % und in der III. Klasse 16,2 %. In der Urwahl verteilten sich die Stimmen auf die Parteien wie folgt:
| Klasse      | Konservative | NLP    | SPD   | Sonstige | Zahl Urwähler |
| ----------- | ------------ | ------ | ----- | -------- | ------------- |
| I. Klasse   | 72,4 %       | 14,8 % | ./.   | 12,8 %   | 203           |
| II. Klasse  | 72,7 %       | 13,9 % | 0,8 % | 12,6 %   | 374           |
| III. Klasse | 69,8 %       | 17,9 % | ./.   | 12,3 %   | 1161          |

Die Wahl der Abgeordneten durch die Wahlmänner erfolgte am 20. November 1903. 164 Wahlmänner wurden gewählt, von denen 163 stimmberechtigt waren. Bei der Abgeordnetenwahl waren 161 Wahlmänner (98,8 %) anwesend. 138 Wahlmänner (85,7 %) wählten Wilhelm von Ditfurt (K). Auf den nationalliberalen Kandidaten, den Amtsrat Rohde entfielen 23 Stimmen (14,3 %).

### Wahl 1908
Die allgemeine Wahl für die 21. Legislaturperiode fand am 3. Juni statt. Die Wahlbeteiligung lag in der Urwahl über alle Klassen bei 9,9 %. In der I. Klasse betrug die Wahlbeteiligung 44,2 %, in der II. Klasse 21,0 % und in der III. Klasse 6,3 %. In der Urwahl verteilten sich die Stimmen auf die Parteien wie folgt:
| Klasse      | Konservative | NLP   | SPD    | Sonstige | Zahl Urwähler |
| ----------- | ------------ | ----- | ------ | -------- | ------------- |
| I. Klasse   | 83,0 %       | 2,8 % | ./.    | 14,2 %   | 176           |
| II. Klasse  | 79,4 %       | 3,2 % | ./.    | 17,4 %   | 247           |
| III. Klasse | 51,1 %       | 4,2 % | 26,1 % | 18,6 %   | 472           |

Die Wahl der Abgeordneten durch die Wahlmänner erfolgte am 16. Juni 1908. 171 Wahlmänner wurden gewählt, von denen 171 stimmberechtigt waren. Bei der Abgeordnetenwahl waren 158 Wahlmänner (92,4 %) anwesend. 158 Wahlmänner (100,0 %) wählten Wilhelm von Ditfurth (K).

### Ersatzwahl 1909
Wilhelm von Ditfurth schied am 25. Juni 1909 aus und es kam am 29. Juli 1909 zu einer Ersatzwahl. Bei der Abgeordnetenwahl waren 143 Wahlmänner (83,6 %) anwesend. 143 Wahlmänner (100,0 %) wählten Wilhelm von Ditfurth (K).

### Wahl 1913
Die allgemeine Wahl für die 22. Legislaturperiode fand am 16. Mai statt. Die Wahlbeteiligung lag in der Urwahl über alle Klassen bei 16,6 %. In der I. Klasse betrug die Wahlbeteiligung 51,1 %, in der II. Klasse 23,3 % und in der III. Klasse 13,1 %. In der Urwahl verteilten sich die Stimmen auf die Parteien wie folgt:
| Klasse      | Konservative | NLP   | Freisinn | SPD    | Sonstige | Zahl Urwähler |
| ----------- | ------------ | ----- | -------- | ------ | -------- | ------------- |
| I. Klasse   | 83,9 %       | ./.   | 5,8 %    | 6,3 %  | 4,0 %    | 224           |
| II. Klasse  | 75,8 %       | ./.   | 11,5 %   | 0,9 %  | 11,8 %   | 339           |
| III. Klasse | 49,3 %       | 2,9 % | 16,2 %   | 16,4 % | 15,2 %   | 1032          |

Die Wahl der Abgeordneten durch die Wahlmänner erfolgte am 3. Juni 1913. 176 Wahlmänner wurden gewählt, von denen 174 stimmberechtigt waren. Bei der Abgeordnetenwahl waren 162 Wahlmänner (93,1 %) anwesend. 141 Wahlmänner (87,0 %) wählten Wilhelm von Ditfurth (K), 21 Wahlmänner (13,0 %) stimmten für den freisinnigen Kandidaten Martin Rade.

### Ersatzwahl 1915
Nach dem Tod Wilhelm von Ditfurth am 6. März 1915 kam es am 12. Juni 1915 zu einer Ersatzwahl. Bei der Abgeordnetenwahl waren 147 Wahlmänner (84,0 %) anwesend. 147 Wahlmänner (100,0 %) wählten Hans von Ditfurth (K).

### Ersatzwahl 1917
Nach dem Tod von Hans von Ditfurth am 6. März 1917 kam es am 23. Juni 1917 zu einer Ersatzwahl. Bei der Abgeordnetenwahl waren 101 Wahlmänner (57,7 %) anwesend. 99 Wahlmänner (98,0 %) wählten Heinrich Treviranus (K), 2 Wahlmänner wählten den Theologieprofessor Martin Rade.